# Cordae
Cordae Amari Brooks (nacido el 26 de agosto de 1997), conocido simplemente como Cordae (anteriormente conocido como YBN Cordae y Entender) es un rapero estadounidense. Dunston ganó popularidad al lanzar remixes de canciones populares, como «My Name Is» de Eminem y «Old Niggas», que fue una respuesta a la canción «1985» de J. Cole . Los videos de ambos remixes se cargaron en el canal de YouTube de WorldStarHipHop, lo que generó una inmensa e inmediata respuesta positiva tanto de los principales medios de comunicación como de la comunidad de rap en línea. Su álbum de estudio debutó, «The Lost Boy», fue lanzado el 26 de julio de 2019 y recibió una nominación al Mejor Álbum de Rap en la edición 62 Premios Grammy . Cordae fue miembro del grupo YBN desde 2018 hasta que el grupo se disolvió en 2020. 
Dunston nació en Raleigh, Carolina del Norte, pero se mudó a Suitland, Maryland . Cuando era niño, se había interesado por la música, ya que su padre siempre tocaba hip hop clásico a su alrededor, de artistas como Rakim, Nas, Big L y Talib Kweli . Comenzó a escribir rap alrededor de los quince años, pero no se lo tomó en serio, ya que para él solo era un pasatiempo. Siguiendo la influencia que obtuvo de la música que escuchaba su padre, el investigaba sobre ciertos artistas a través de YouTube, intentando encontrar música similar y "perderse" en la sección de videos recomendados. Dunston comenzó a ganar más interés en seguir una carrera de rap a medida que el crecía, pero se centró primero en su educación, aunque escribir letras a menudo lo distraía de sus estudios. Lanzó tres mixtapes cuando era adolescente bajo el nombre "Entender": Anxiety (2014), I'm So Anxious (2016) y I'm So Anonymous (2017). Se graduó de la escuela secundaria en 2015 y decidió ir a la universidad en la Universidad de Towson, luego abandonó la escuela en 2018, explicando que la universidad era "más grande que él" como estudiante de primera generación, y que lo hacía principalmente para su madre. Se mudó a Los Ángeles poco después.
Dunston comenzó a tomarse en serio su carrera como rap a principios de 2018. Aunque no había lanzado música con ellos, a menudo se juntaba con YBN Nahmir y YBN Almighty Jay cuando visitaba Los Ángeles, a quienes había conocido inicialmente a través de las redes sociales. Nahmir se había interesado en una canción que Dunston había hecho con su compañero rapero y hermano Simba, y se acercó a él. Dunston es el único miembro de YBN que no había sido presentado a todos como jugador, ya que no se toma los juegos demasiado en serio. Ya sentía que era parte de YBN, lo único que no había solidificado su presencia eran sus identificadores de redes sociales, que pronto cambió de Entender a YBN Cordae. También afirmó que Entender había sido un nombre que había querido cambiar durante un tiempo, diciendo "Siempre estaba cerca de Nahmir, esos eran como mis hermanos. . . Y estaba pensando, hey, necesito cambiar mi mierda por algo como, Cordae, mi nombre real. Ya era "YBN" sin la etiqueta social, ¿me entiendes? "  Lanzó su primer sencillo, al que llamó su "introducción al mundo", en mayo de 2018. Era un remix de la canción de 1999 " My Name Is " de Eminem, que lanzó junto con un video musical a través de WorldStarHipHop en YouTube. Posteriormente, lanzó "Old Niggas", como respuesta a "1985" de J. Cole, luego lanzó las pistas Fighting Temptations y Kung Fu, respectivamente.
Su presentación en vivo fue en el festival anual de música Rolling Loud en mayo de 2018, en el que actuó con YBN Nahmir y YBN Almighty Jay. Actuó con el dúo nuevamente para el 2018 XXL Freshman Show en la ciudad de Nueva York, después de que se anunciara a Nahmir como miembro de la clase de primer año anual. Luego se anunció que Dunston se uniría a Juice Wrld en su gira North American WRLD Domination de mayo a septiembre de 2018, junto con Lil Mosey y Blake, terminaron llegando a 28 ciudades. Poco después, se anunció que YBN realizaría una gira de un mes por Europa como colectivo. Dunston luego dijo que lanzaría varios sencillos hasta que se complete su proyecto debut. El 2 de agosto de 2018, tanto Nahmir como Cordae lanzaron un video para su sencillo "Pain Away". El 12 de agosto, YBN Nahmir anunció que un YBN Mixtape oficial, con el trío, se lanzaría el 7 de septiembre de 2018. Lanzó el video musical de su sencillo, "Scotty Pippen", el 23 de agosto de 2018.
El 28 de enero de 2019, Cordae lanzó un video musical para una nueva canción titulada "Locationships" en su canal de YouTube antes de lanzar otra canción titulada "Have Mercy" en marzo de 2019, y esta última canción se convirtió en el sencillo principal de su estudio de debut. álbum, The Lost Boy . Más tarde fue nombrado como uno de los miembros de la "2019 Freshman Class" de XXL el 20 de junio de 2019. Más tarde, Cordae lanzó "Bad Idea" y " RNP " como el segundo y tercer singles del álbum, respectivamente. The Lost Boy fue lanzado el 26 de julio de 2019. El álbum le valió a YBN Cordae dos nominaciones en la 62.ª edición de los premios Grammy ; Mejor Álbum de Rap y Mejor Canción de Rap por el sencillo "Bad Idea". En noviembre de 2019, YBN Cordae anunció que encabezaría "The Lost Boy in America Tour", que comenzó en enero de 2020.
El 6 de agosto de 2020, YBN Nahmir se dirigió a Twitter para anunciar que el colectivo YBN se disolvió oficialmente. Cordae posteriormente eliminó el YBN de su nombre artístico. El 27 de agosto, Cordae lanzó un nuevo single, " Gifted ", con Roddy Ricch, que marca el primer lanzamiento de Cordae de 2020. Cordae está trabajando actualmente en su segundo álbum. Durante una entrevista con Apple Music, declaró: "Estoy como cien canciones en lo profundo. Al igual que este próximo, realmente estoy llevando todo a un nivel completamente diferente. Realmente amo hacer música y perfeccionar mi oficio y cada día estoy mejorando. Y la nueva música de aquí en adelante lo demostrará ".

## Estilo e influencias musicales
Dunston enumera a Nas, Jay-Z, Kid Cudi, Kanye West, Eminem, Capital Steez, Lil Wayne, J. Cole, Big L, Travis Scott y Kendrick Lamar como algunas de sus mayores influencias. Poco después del lanzamiento de The Lost Boy, reveló a sus cinco raperos favoritos (sin ningún orden en particular) como Jay-Z, Nas, 2Pac, The Notorious BIG y Big L. Ha declarado muchas veces que, debido a su experiencia musical y comprensión tanto del hip-hop de la vieja escuela como de lo que el hip-hop está evolucionando, puede ser la clave para cerrar la brecha generacional en el hip-hop.
La revista Respect reiteró que Dunston se adelantó a su tiempo, en lo que respecta al rap, y afirmó: "Es una mezcla de la vieja y la nueva escuela, y la liberación y percepción de su música lo distingue de la nueva generación de raperos en estos días. . Tenemos una idea clara de esto en sus videos musicales para "Old N * ggas", "My Name Is" y "Kung Fu", que tienen más de 5 millones de visitas en YouTube. Él está construyendo un rumbo sólido para sí mismo día a día, y dejando que el mundo sepa que sus compases y rimas se adelantan a su tiempo. Todavía tiene que soltar un proyecto que lo demuestre ".
Revolt TV explicó: "Siempre habrá artistas que vayan en contra de la corriente y logren generar conversación sin ser mundanos o rutinarios. YBN Cordae es el resultado de una sincronización perfecta, una necesidad de cambio y de lograr cerrar la brecha entre la estética y el talento. Es el Gohan del colectivo YBN, que parece dócil y juvenil, pero muestra un "dominio" de las palabras que parece estar en desacuerdo con la creencia de los "hip-hoppers" de la vieja escuela sobre su grupo de edad. Aún está por verse si su talento merece los elogios que está recibiendo ".

## Vida personal
Antes de dejar la universidad, trabajó en un TGI Friday's local en Maryland, y le explicó a Adam22 de No Jumper que lo "odiaba" y que siempre supo que estaba destinado a más.
Dunston participó en una protesta de Black Lives Matter en 2016, rapeando entre la multitud sobre las luchas que enfrentó y los problemas que había estado notando en su comunidad. En julio de 2020, Dunston fue arrestado en una protesta de Breonna Taylor en Louisville, Kentucky, junto con el jugador de fútbol americano profesional Kenny Stills .
Actualmente está saliendo con la tenista ganadora de cuatro Grand Slam Naomi Osaka, El 11 de julio del 2023, dieron la bienvenida a una niña.

## Discografía

### Álbumes de estudio
| Título       | Detalles de álbum                                                                                         | Posiciones de gráfico de la cumbre | Posiciones de gráfico de la cumbre | Posiciones de gráfico de la cumbre | Posiciones de gráfico de la cumbre | Posiciones de gráfico de la cumbre | Posiciones de gráfico de la cumbre |
| Título       | Detalles de álbum                                                                                         | EE. UU.                            | EE. UU. R&B/HH                     | USRap                              | AUS                                | PUEDE                              | Reino Unido                        |
| ------------ | --- | ---------------------------------- | ---------------------------------- | ---------------------------------- | ---------------------------------- | ---------------------------------- | ---------------------------------- |
| The Lost Boy | - Lanzamiento: 26 de julio de 2019 - Etiqueta: Atlántico, Art@war - Formatos: descarga Digital, streaming | 13                                 | 8                                  | 6                                  | 27                                 | 12                                 | 85                                 |

### Mixtapes
| Título                                                                      | Detalles                                                                                                | Posiciones máximas del gráfico | Posiciones máximas del gráfico | Posiciones máximas del gráfico | Posiciones máximas del gráfico | Certificaciones         |
| Título                                                                      | Detalles                                                                                                | NOS                            | US R & B / HH                  | NOS Rap                        | LATA                           | Certificaciones         |
| --------------------------------------------------------------------------- | --- | ------------------------------ | ------------------------------ | ------------------------------ | ------------------------------ | ----------------------- |
| Anxiety (como Entender)                                                     | - Lanzamiento: 22 de junio de 2014 - Discográfica: autoeditado - Formato: descarga digital              | -                              | -                              | -                              | -                              |                         |
| I'm So Anxious (como Entender)                                              | - Lanzamiento: 7 de agosto de 2016 - Discográfica: autoeditado - Formato: descarga digital              | -                              | -                              | -                              | -                              |                         |
| I'm So Anonymous (como Entender)                                            | - Lanzamiento: 15 de agosto de 2017 - Discográfica: autoeditado - Formato: descarga digital             | -                              | -                              | -                              | -                              |                         |
| YBN: el mixtape (como YBN Cordae con YBN Almighty Jay y YBN Nahmir )        | - Lanzamiento: 7 de septiembre de 2018 - Discográfica: Atlantic, Art @ War - Formatos: descarga digital | 21                             | 13                             | 12                             | 19                             | - RIAA : Oro - MC : Oro |
| "-" denota una grabación que no se trazó o no se publicó en ese territorio. | |                                |                                |                                |                                |                         |

### Sencillos

#### Como artista principal
| Título                                                                      | Año  | Posiciones máximas del gráfico | Posiciones máximas del gráfico | Posiciones máximas del gráfico | Posiciones máximas del gráfico | Posiciones máximas del gráfico | Certificación         | Álbum           |
| Título                                                                      | Año  | NOS Bub.                       | NOS R & B / HH                 | LATA                           | IRA                            | Nueva Zelanda Caliente         | Certificación         | Álbum           |
| --------------------------------------------------------------------------- | ---- | ------------------------------ | ------------------------------ | ------------------------------ | ------------------------------ | ------------------------------ | --------------------- | --------------- |
| "My name is"                                                                | 2018 | -                              | -                              | -                              | -                              | -                              |                       |                 |
| "Old nNggas"                                                                | 2018 | -                              | -                              | -                              | -                              | -                              |                       |                 |
| "Fighting Temptations"                                                      | 2018 | -                              | -                              | -                              | -                              | -                              |                       |                 |
| "Kung Fu"                                                                   | 2018 | -                              | -                              | -                              | -                              | -                              | - RIAA: Oro - MC: Oro | YBN: el mixtape |
| "Alaska (Scotty Pippen)"                                                    | 2018 | -                              | -                              | -                              | -                              | -                              |                       | YBN: el mixtape |
| "What's Life"                                                               | 2018 | -                              | -                              | -                              | -                              | -                              |                       |                 |
| "Locationships"                                                             | 2019 | -                              | -                              | -                              | -                              | -                              |                       |                 |
| "Have Mercy"                                                                | 2019 | -                              | -                              | -                              | -                              | -                              |                       | El niño perdido |
| "Bad Idea" (con Chance the Rapper )                                         | 2019 | -                              | -                              | -                              | -                              | -                              |                       | El niño perdido |
| " RNP " (con Anderson Paak )                                                | 2019 | 15                             | -                              | 84                             | 92                             | 4                              | - RIAA: Oro - MC: Oro | El niño perdido |
| " Gifted " (con Roddy Ricch )                                               | 2020 | 1                              | 37                             | 84                             | -                              | 9                              |                       |                 |
| "-" denota una grabación que no se trazó o no se publicó en ese territorio. |      |                                |                                |                                |                                |                                |                       |                 |

#### Como artista destacado
| Título                                                                       | Año  | Álbum           |
| ---------------------------------------------------------------------------- | ---- | --------------- |
| "Blackjack (Remix)" ( Aminé con YBN Cordae)                                  | 2019 |                 |
| "Racks" ( H.E.R con Cordae)                                                  | 2019 | Solía conocerla |
| "In These Streets" ( Padrino de Harlem con John Legend, Cordae y Nick Grant) | 2019 |                 |

### Otras canciones registradas
| Título                                 | Año  | Posiciones máximas del gráfico | Posiciones máximas del gráfico | Álbum                              |
| Título                                 | Año  | NOS R & B / HH Bub.            | Nueva Zelanda Caliente         | Álbum                              |
| -------------------------------------- | ---- | ------------------------------ | ------------------------------ | ---------------------------------- |
| "Broke as Fuck"                        | 2019 | -                              | 22                             | El niño perdido                    |
| "Mama / Show Love" ( Lógic con Cordae) | 2019 | 6                              | 18                             | Confesiones de una mente peligrosa |

| Title                 | Year | Other artist(s)                              | Album                             |
| --------------------- | ---- | -------------------------------------------- | --------------------------------- |
| "Starving Artist"     | 2018 | [602] Prophet                                | Abstract Nostalgia                |
| "Make Me Feel"        | 2018 | YBN Almighty Jay                             | YBN: The Mixtape                  |
| "Pain Away"           | 2018 | YBN Nahmir                                   | YBN: The Mixtape                  |
| "Tout ce que je sais" | 2018 | Orelsan                                      | La fête est finie – Épilogue      |
| "Multiply"            | 2018 | Problem, Mozzy                               | S2                                |
| "Elevate"             | 2018 | DJ Khalil, Denzel Curry, SwaVay, Trevor Rich | Spider-Man: Into the Spider-Verse |
| "Mama / Show Love"    | 2019 | Logic                                        | Confessions of a Dangerous Mind   |
| "Nothin' Less"        | 2019 | Curren$y, Statik Selektah                    | Gran Turismo                      |
| "Let Me Down"         | 2019 | NBDY                                         | Admissions                        |
| "Lord Is Coming"      | 2019 | H.E.R.                                       | I Used to Know Her                |
| "Gone"                | 2019 | Robert Glasper, Bilal, Herbie Hancock        | Fuck Yo Feelings                  |
| "Sunshine"            | 2019 | Robert Glasper                               | Fuck Yo Feelings                  |
| "Al1enZ"              | 2019 | Denzel Curry                                 | iFruit Radio (Soundtrack)         |